# سایپا ساینا
ساینا خودرویی است که مراحل طراحی آن توسط سایپا صورت گرفته‌است و از موتور ام۱۵ و استاندارد یورو۴ و یورو۵ برخوردار است. شرکت سایپا تاکنون ۵ تیپ ساینا از جمله ساینا اتوماتیک، ساینا اس، ساینا ئی‌ایکس، ساینا اس‌ایکس و ساینا لوکس اتوماتیک تولید کرده‌است.

## بررسی
این خودروی ۱۵۰۰ سی‌سی دارای امکاناتی همچون کیسه هوای راننده و سرنشین جلو، ترمز ای‌بی‌اس، سامانه توزیع الکترونیک نیروی ترمز (EBD)، سامانه ترمز کمکی (BA)، سامانه ضدسرقت، چراغ مه‌شکن جلو و عقب، چهار شیشه برقی، سنسور عقب، رینگ آلومینیومی (مدل ۹۸ به بالا به صورت سفارشی)، سامانه تهویه مطبوع دیجیتال و سنسور دماسنج است. تولید ساینا معمولی در آبان ۱۴۰۱ به دلیل نداشتن استاندارد جهانی متوقف شد و اکنون فقط مدل اس آن تولید می‌شود. این خودرو در ابتدا با کد سایپا ۲۳۲ شناخته می‌شد. مشخصات فنی و پلتفرم این خودرو مطابق با خودروی تیبا است که طراحی بدنه با انجام فیس‌لیفت به‌روزرسانی شده‌است و به تازگی نسخه فیس‌لیفت این خودرو به نام ساینا S رونمایی شده‌است. تولید این خودرو در سال ۱۴۰۱ به دلیل قدیمی بودن پلتفرم و عدم امکان ارتقا متوقف شد و در حال حاضر مدل ساینا اس و جی‌ایکس تولید می‌شود.

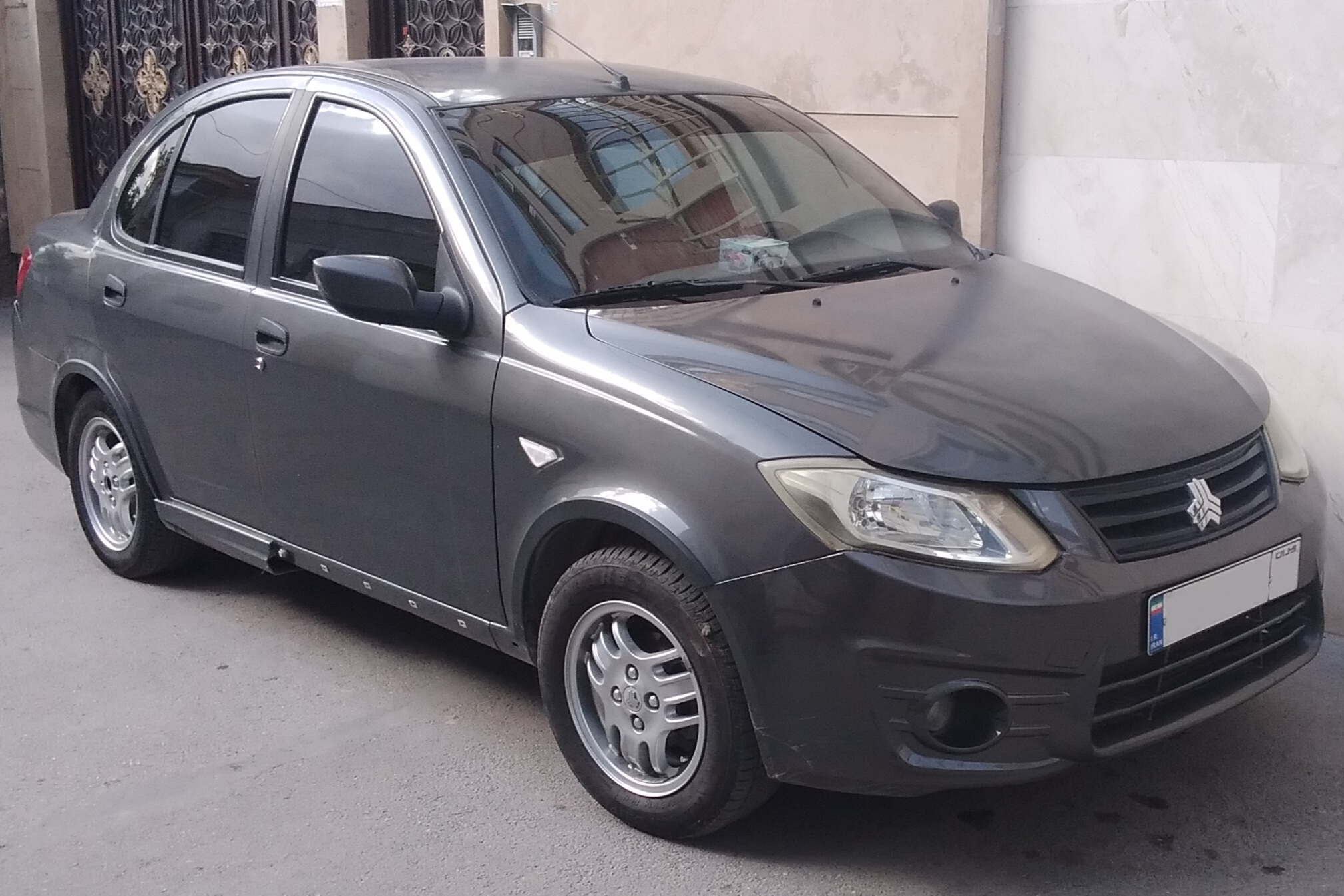
ساینا EX
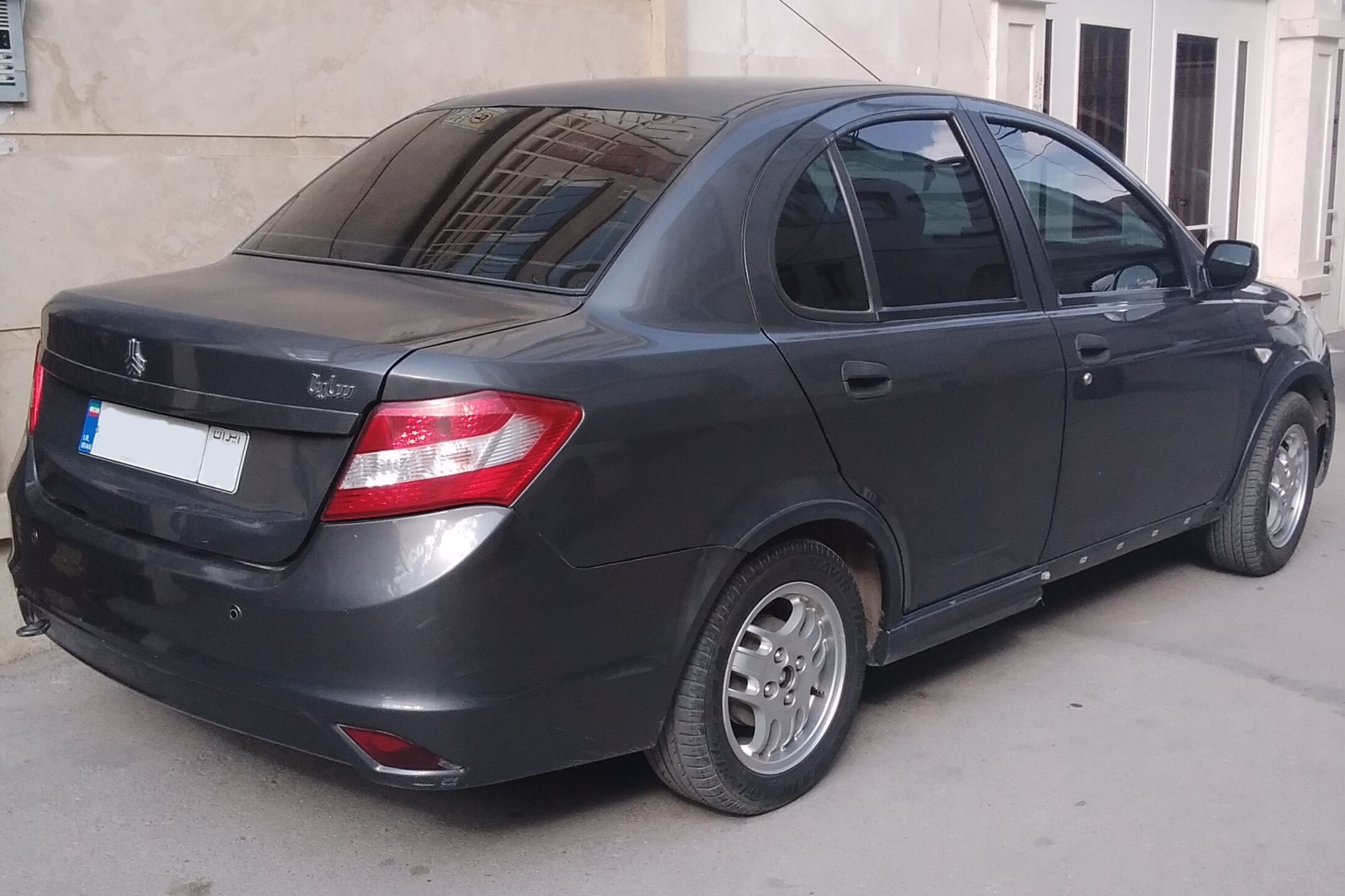
نمای عقب

## ساینا S
ساینا اس اولین فیس‌لیفت ساینا محسوب می‌شود که در سال ۱۳۹۹ جایگزین ساینا نسل اوّل شد.
تغییرات در طراحی ظاهری به‌ویژه در نمای جلو و عقب، بروز شدن چراغ‌ها و جلوپنجره باعث جذاب‌تر شدن ظاهر خودرو نسبت به نسل قبل شده است. اما همچنان طراحی کلی بدنه مشابه مدل‌های قبلی ساینا است.
ساینا اس علاوه بر تغییرات ظاهری، توانسته‌است استاندارد آلایندگی یورو ۵ را به دست آورد.
پلتفرم الکتریکال در ساینا اس تغییر کرده‌است و از سیستم BCM پیشرفته استفاده شده‌است. استفاده از BCM پیشرفته در ساینا اس باعث شده‌است ضریب اطمینان در سیستم‌های امنیتی خودرو بالاتر برود. همچین به‌دلیل استفاده از BCM پیشرفته امکان استفاده از آلارم‌های ضد سرقت و چراغ مشایعت تا در منزل فراهم شده‌است.
استفاده از فیوز باکس و رله باکس جدید در ساینا اس باعث شده‌است تا کیفیت و عملکرد سیستم الکتریکال و توزیع الکتریکی خودرو با کیفیت بهتری انجام شود.

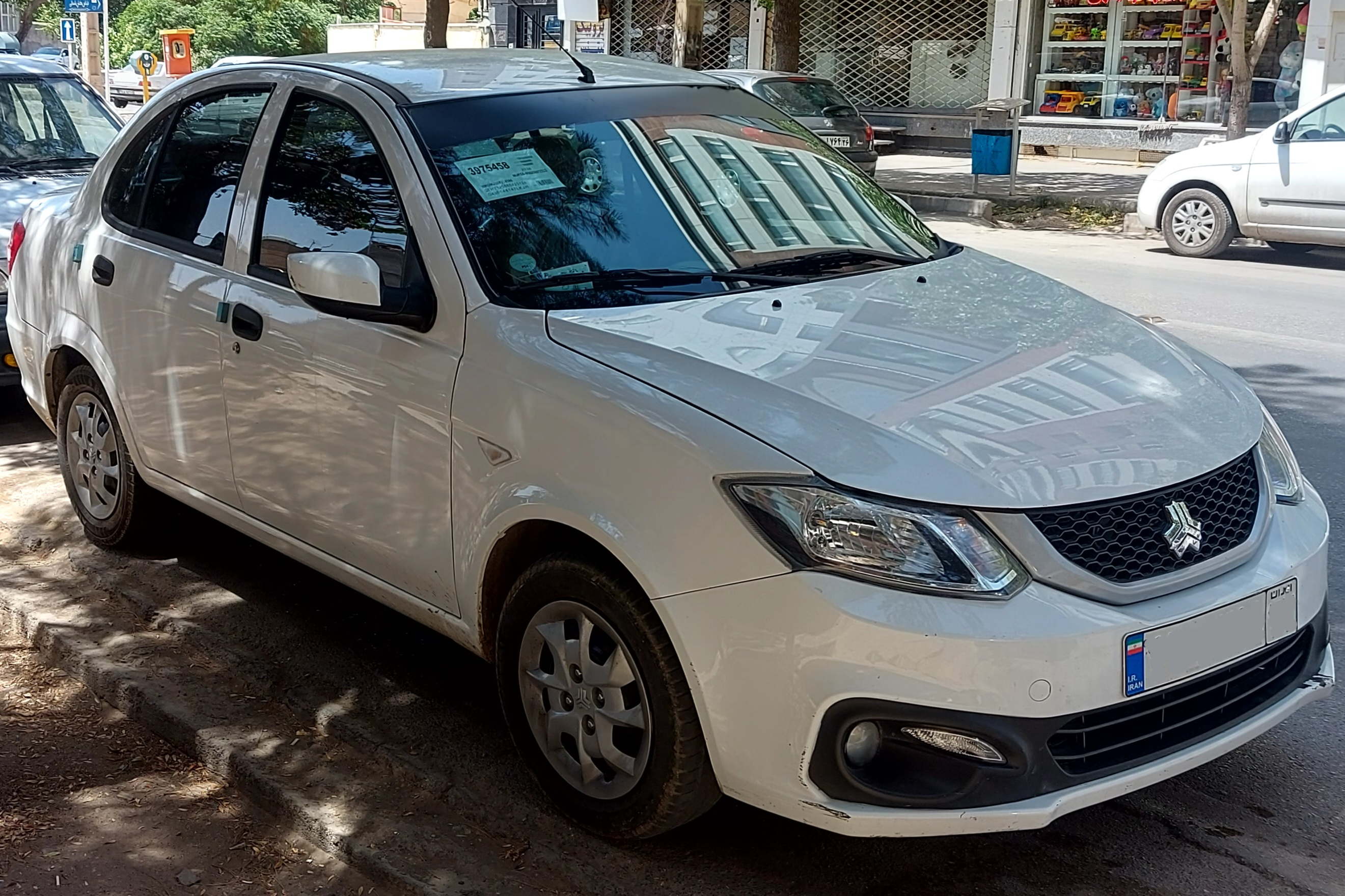
ساینا اس
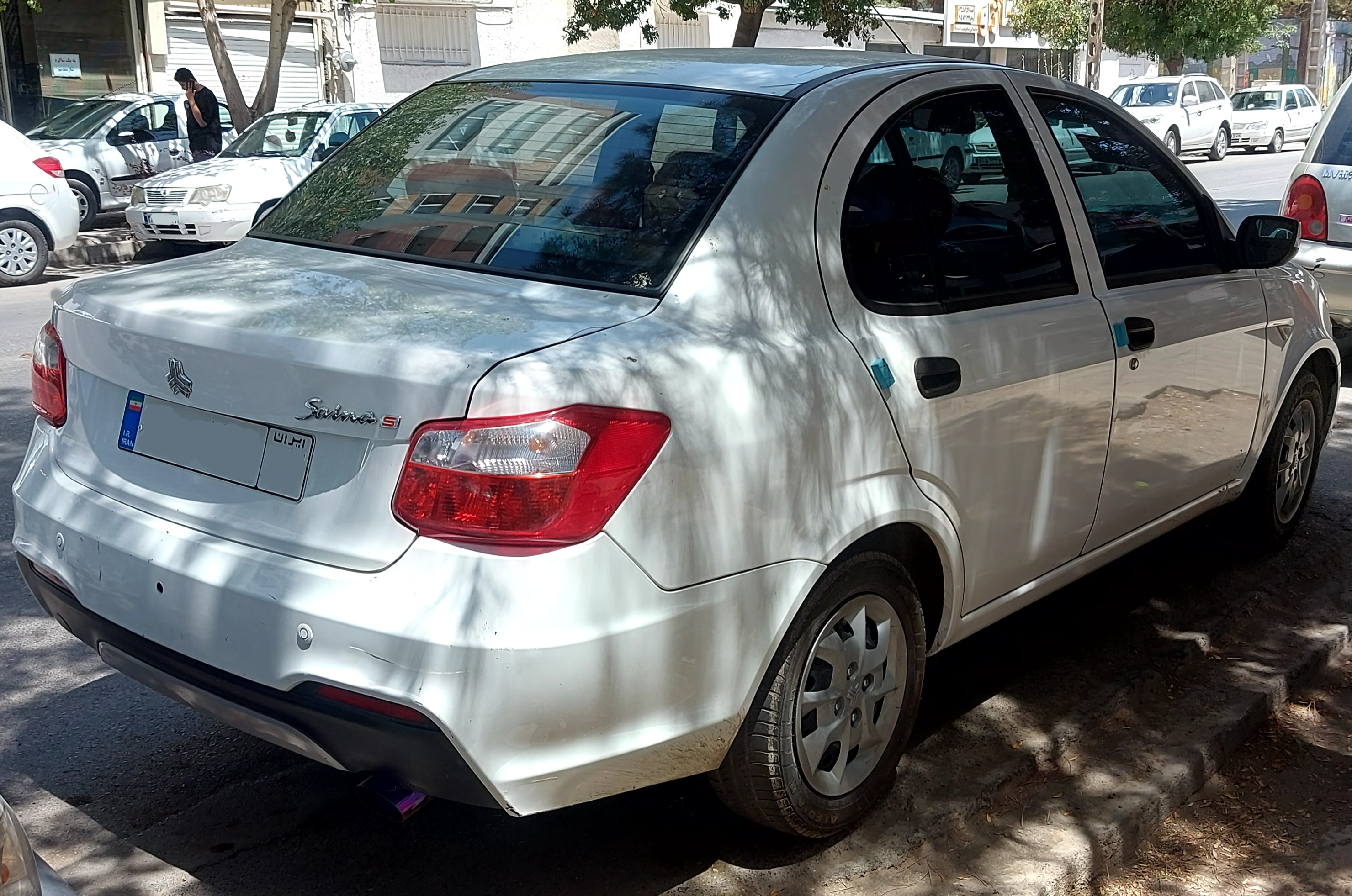
نمای عقب

## انواع مدل
(ساینا دنده ای Gx دوگانه) _ (ساینا دنده ای s) _ (ساینا اتومات s) _ (ساینا دنده ای s دوگانه) _  (ساینا دنده ای Ex) _ (ساینا اتومات EX) _ (ساینا دنده ای Ex دوگانه) _ (ساینا دنده ای پلاس) _ (ساینا دنده ای Sx) _ (ساینا دنده ای G)